# Абика (племе)
Абика (на английски: Abihka) е едно от най-древните подразделения на северноамериканското индианско племе мускоги, тъй като името им се появява в най-старите мускогски миграционни легенди. Ранните колонисти често използват името като събирателно за всички горни крики. Живеят по реките Куса и Алабама в окръзите Сейнт Клеър, Калхун и Талапуса в Алабама. Техни градове са:
- Абикучи – на Таласихачи Крийк
- Кан цати – на или близо до Чиколоко Крийк
- Таладега – на Таладега Крийк
- Лунхамга – неизвестно местоположение

Отделно от тях, Албърт Гатчет споменава още две села:
- Цаки лако – на Чоколоко Крийк
- Кайомалги – вероятно смесено село с шоуни или чикасо близо до Силакога.[1]